# Christo Botew
Christo Botew, bułg. Христо Ботев, właśc. Christo Botjow Petkow (ur. 25 grudnia 1847?/6 stycznia 1848 w Kałoferze, zm. 20 maja?/1 czerwca 1876 w górach Starej Płaniny) – bułgarski poeta, przez wielu uznawany za wieszcza narodowego, jeden z czołowych działaczy odrodzenia narodowego Bułgarów.

## Życiorys

### Edukacja
Urodził się najprawdopodobniej w 1848 (podawane są również daty 1846 i 1847).
Pierwsze nauki pobierał u ojca – nauczyciela wykształconego w Rosji. Istotny wpływ na niego miała również matka, Iwanka Botewa, patriotka i miłośniczka bułgarskiej sztuki ludowej. W 1863 wyjechał do gimnazjum do Odessy, dzięki stypendium, jakie jego ojciec zdobył u wicekonsula rosyjskiego w Płowdiwie. Botew pozostał w Odessie trzy lata, do momentu, gdy władze rosyjskie odmówiły mu dalszego wypłacania stypendium. Przyczyną tej decyzji było rozbudzenie się w nim dążeń rewolucyjnych, antycarskich, jakie powstały u młodego Bułgara pod wpływem spotkania z polskimi emigrantami – uczestnikami powstania styczniowego. Patriotyzm Polaków wywarł na Botewie ogromne wrażenie i miał duży wpływ na jego późniejszą postawę i twórczość. W 1866 Botew udał się do wsi Zadunajewka w Besarabii, gdzie podjął pracę nauczyciela i samodzielnie zapoznawał się z tekstami rosyjskich pisarzy demokratycznych.
W 1867, po otrzymaniu informacji o chorobie ojca, Botew wrócił do rodzinnego Kałoferu, gdzie objął zajmowane przez rodzica stanowisko nauczyciela. Jednak jeszcze w tym samym roku, w czasie obchodów święta Cyryla i Metodego, wygłosił publicznie mowę antyturecką i skierowaną przeciw nierówności społecznej, co zmusiło go do emigracji do Rumunii. W tym samym roku wydał swój pierwszy utwór, wiersz Do matki.

### Działalność emigracyjna
W październiku 1867 na krótko zamieszkał w Bukareszcie, po czym przeniósł się do Braiły, gdzie zatrudnił się jako składacz i korektor w drukarni bułgarskiej. W Braile Botew zetknął się z partyzantami udającymi się do Bułgarii w zbrojnych oddziałach (czetach). W lecie 1868 planował dołączyć do jednej z nich, jednak jego wyjazd udaremniły władze rumuńskie.

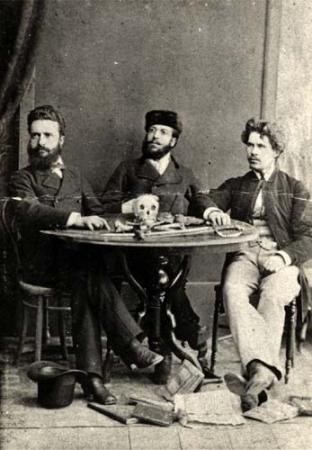
Christo Botew z Iwanem Drasowem i Nikolą Sławkowem

W lecie 1868 Botew podjął studia na wydziale medycznym uniwersytetu w Bukareszcie, nie wiadomo jednak, z jakimi wynikami je kontynuował. Żył w skrajnym ubóstwie, toteż od lutego 1869 podejmował kolejno pracę publicysty w satyrycznym piśmie Bęben oraz nauczyciela. Poznał w tym okresie Lubena Karawełowa, Wasyla Lewskiego i Siergieja Nieczajewa, razem z którymi układał program polityczny przyszłej rewolucji w Bułgarii, jak również kontynuował lekturę tekstów rosyjskich rewolucjonistów, a także anarchistów.
Niezadowolony z postawy politycznej większości emigracji bułgarskiej, w 1871 zaczął wydawać tygodnik Słowo Emigrantów Bułgarskich, w którym drukował swoje wiersze i teksty polityczne. Z powodu choroby Botewa pismo przestało wychodzić po ukazaniu się pięciu numerów między czerwcem a sierpniem wymienionego roku. W drugiej połowie 1871 Botew zatrudnił się w kilku innych pismach satyrycznych.
W pierwszej połowie 1872 został aresztowany i osadzony w więzieniu w Fokszanach, najprawdopodobniej z powodu kontaktów z rewolucjonistami rosyjskimi. Uwolniony, przeniósł się do Bukaresztu i od sierpnia 1872 regularnie publikował w piśmie Karawełowa Swoboda. Od jesieni 1874 pracował również w szkole bułgarskojęzycznej. W grudniu 1874 zaczął wydawać pismo Sztandar, które miało zastąpić Swobodę – wstrząśnięty represjami wobec bułgarskich rewolucjonistów (m.in. straceniem Lewskiego) Karawełow zaprzestał jej wydawania. Botew, rozczarowany jego postawą, zerwał z nim kontakty.

### Przygotowania do powstania, udział w walce i śmierć
W lecie 1875 wszedł do Bułgarskiego Centralnego Komitetu Rewolucyjnego, który miał koordynować przygotowania do zbrojnego wystąpienia w Bułgarii. W tym samym roku ogłosił jedyny tom swoich utworów poetyckich: Pieśni i wiersze oraz ożenił się z Wenetą Wesirewą. Komitet Rewolucyjny powierzył Botewowi koordynację kontaktów między bułgarskimi działaczami w Rumunii i na ziemiach bułgarskich oraz nawiązanie relacji z grupą Bułgarów w Odessie. Po wypełnieniu tego ostatniego zadania poeta opuścił komitet, nie zgadzając się z jego dalszą taktyką działania. W 1876 już na własną rękę udał się do Rosji w celu dalszego pozyskiwania broni i środków finansowych, jak również wyjechał do Belgradu, gdzie chciał zainteresować władze serbskie poparciem antytureckiego wystąpienia Bułgarów. Zaczął również organizować oddział partyzancki, dla którego zdobył broń i umundurowanie. 17 maja 1876 zdołał dotrzeć z nim do Bułgarii na pokładzie statku "Radetzky", wymuszając na kapitanie wysadzenie swojej czety we wskazanym przez siebie miejscu. Planował dotrzeć do Wracy, gdzie spodziewał się masowych wystąpień antytureckich; w rzeczywistości powstanie kwietniowe, do którego dołączył Botew, było już faktycznie stłumione. Botew rozważał możliwość przebicia się do Serbii, jednak jego towarzysze opowiedzieli się za pozostaniem w górach i kontynuowaniem akcji partyzanckich. Oddział poniósł ciężkie straty w starciach z Turkami 18/30 maja i 20 maja/1 czerwca. Tego samego dnia, w pobliżu szczytu Kamarata, w niejasnych okolicznościach został zastrzelony Botew. Jego ciało nie zostało pochowane, zaś ocaleli członkowie oddziału rozproszyli się.

### Forma nazwiska
Forma "Botew" (Ботев) jest obecnie najszerzej stosowanym zapisem nazwiska tego poety, tak w ortografii bułgarskiej, jak i polskojęzycznych publikacjach. Trzeba jednak nadmienić, że sam poeta używał starszej dziewiętnastowiecznej formy – Botjow (Ботйов). Początkowo podpisywał się nawet jako Christo Botjow Petkow (Христо Ботйов Петков) albo Christo Petkow (Христо Петков), jako że "Botjow" było patronimikiem – formą utworzoną od imienia ojca Botja Petkowa.

## Twórczość
Henryk Batowski nazywa Botewa największym poetą bułgarskim. Podkreśla przy tym nikłe rozmiary dorobku twórczego poety – znane są 24 jego wiersze. Jest możliwe, że napisał on więcej utworów, jednak nie przetrwały one do naszych czasów. Za tą tezą świadczy fakt, że zachował się tylko jeden autograf tekstu Botewa.
Najprawdopodobniej po wydaniu pierwszego i jedynego tomu swojej poezji (Pieśni i wierszy w 1875) Botew planował publikację drugiego zbioru utworów, co jednak uniemożliwiła jego śmierć w Bułgarii. Istnieje teza, jakoby poeta już w 1868 w Kałoferze przygotował do druku tom Pierwsze próby poetyckie, który miał zawierać utwory wierszowane oraz prozatorskie, nie został on jednak odnaleziony. Z czasem Botew poświęcał coraz mniej czasu twórczości, poświęcając się działalności rewolucyjnej i publicystyce.
Podstawowym tematem poruszanym przez Botewa w twórczości poetyckiej jest tematyka patriotyczna, która dominuje również w utworach poświęconych innym problemom, także w utworach prozatorskich o wydźwięku publicystycznym (zob. np. Przykłady praworządności tureckiej).

### Wykaz utworów
Wykaz znanych wierszy Christo Botewa, podany w kolejności według daty wydania:

- Do matki
- Do brata
- Elegia
- Podział
- Do mojej pierwszej miłości
- Pożegnanie w roku 1868
- Hajducy
- Walka
- Poszła za nim
- Dzień św. Jerzego
- Patriota
- Pieśń bukareszteńskich samotnych Bułgarów
- Czemu nie jestem
- List
- Chadżi Dimityr
- W karczmie
- Nadeszła ciemna chmura (incipit)
- Moja modlitwa
- Do niej
- Powieszenie Wasyla Lewskiego

Jedyną w Polsce szkołą im. Christo Botewa jest Szkoła Podstawowa nr 238 w Warszawie przy ulicy Redutowej 37.